# Urs von Wartburg

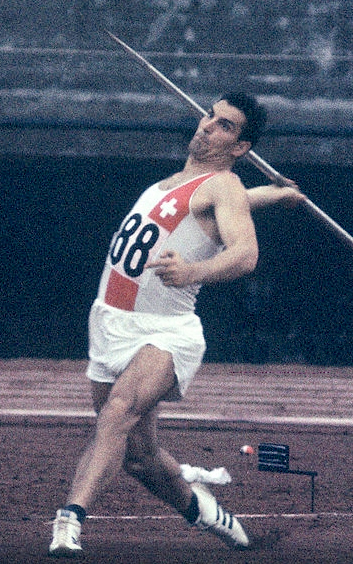
Urs von Wartburg an den Olympischen Spielen 1964 in Tokio

Urs von Wartburg (* 1. März 1937 in Wangen) ist ein ehemaliger Schweizer Leichtathlet, der rund 30 Jahre lang als Speerwerfer aktiv war.
Zwischen 1957 und 1980 gewann er nicht weniger als 26 Landesmeisterschaften, 22 im Speerwurf, drei (1958, 1961 und 1963) im Fünfkampf, eine im Zehnkampf. 
Er vertrat sein Land fünfmal an Olympischen Spielen und dreimal an Europameisterschaften, wobei seine beste Platzierung der fünfte Platz mit 78,72 m bei den Olympischen Spielen 1964 in Tokio war. Vier Jahre später bei den Olympischen Spielen 1968 in Mexiko-Stadt übertraf er die 80-Meter-Marke (80,56 m), jedoch reichte diese Leistung nur für Platz acht. 1972 verpasste er den Finaleinzug mit 76,55 m nur knapp. Bei den Olympischen Spielen 1976 in Montreal gelang ihm kein gültiger Versuch.
Seine grössten Erfolge gelangen ihm bei der Teilnahme an Welt- und Europameisterschaften der Senioren, bei denen er in den Altersklassen M40, M45 und M50 insgesamt neun Goldmedaillen gewann. 
Im Jahre 1965 wurde er zum Sportler des Jahres gewählt. Bei den Olympischen Spielen 1972 war er Fahnenträger der Schweizer Delegation. 

## Goldmedaillen
- WM 1977 in Göteborg: 78,66 m (M40)
- EM 1978 in Viareggio: 74,14 m (M40)
- WM 1979 in Hannover: 78,98 m (M40)
- WM 1981 in Christchurch: 74,06 m (M40)
- EM 1982 in Strassburg: 70,84 m (M45)
- EM 1984 in Brighton: 64,32 m (M45)
- WM 1985 in Rom: 66,14 m (M45)
- WM 1987 in Melbourne: 60,36 m (M50)
- EM 1988 in Verona: 59,24 m (M50)

## Persönliche Bestleistung
- Speerwurf, alter Speer: 82,75 m, August 1965 in Olten bei der Stadioneinweihung. Am 20. Juni 1965 übertraf er in Warschau mit 81,62 m zum ersten Mal die 80-Meter-Marke. Diese Weite blieb bis zur Ablösung durch den neuen Speer 1986 als Schweizer Rekord bestehen und wird bis heute als eingefrorener Rekord geführt.